# Gay Street di Roma
Gay Street di Roma je lokalita v Římě oficiálně prohlášená za gay a lesbické prostředí. Jedná se o římskou gay village.
Tato 300 metrů dlouhá barová a nákupní zóna vedoucí ke Koloseu se nachází na Via San Giovanni v Lateránu, tedy velmi blízko centra města. Gay Street di Roma byla za LGBT oblast oficiálně prohlášena v roce 2007. Oslav vedených italskou LGBT organizací Arcigay se zúčastnili celebrity i vysocí politici.